# Flight of the Conchords
Pour les articles homonymes, voir Flight.

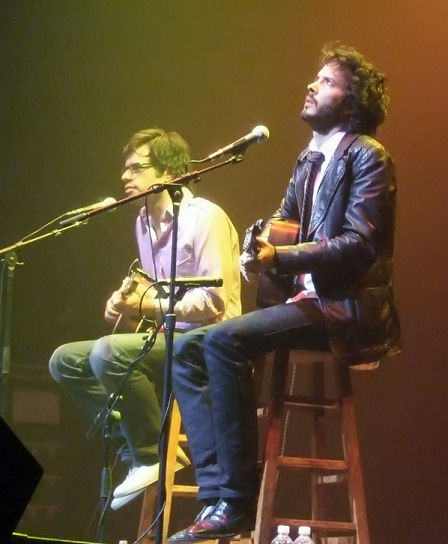
Jemaine Clement et Bret McKenzie sur scène en 2007

Flight of the Conchords est un duo de musiciens et humoristes néo-zélandais, ainsi que le nom de deux séries (radio, puis télévisée). La série télévisée, américaine, a été créée par James Bobin, Jemaine Clement et Bret McKenzie et est diffusée depuis le 17 juin 2007 au 22 mars 2009 sur HBO.
En France, la série est diffusée depuis le 22 mars 2008 sur TPS Star puis en 2011 sur Direct Star et au Québec sur Super Écran.
Flight of the Conchords est également le nom de leur premier album studio.

## Synopsis
Cette série met en scène les mésaventures d'un groupe musical néo-zélandais, Flight of the Conchords, venu chercher le succès à New York.

## Distribution
- Bret McKenzie (V. F. : Paolo Domingo)[2]: Bret
- Jemaine Clement (VF : Olivier Constantin) : Jemaine
- Rhys Darby (VF : Vincent Ropion) : Murray
- Arj Barker (en) (VF : Yann Peira) : Dave
- Kristen Schaal (VF : Christelle Reboul) : Mel
- Frank Wood (VF : Xavier Fagnon, 2de voix) : Greg
- David Costabile (VF : Xavier Fagnon, 2de voix) : Doug
- Eugene Mirman (VF : Jacques Bouanich) : Eugene
- Sutton Foster (VF : Céline Ronté) : Coco (3 épisodes)
- Rachel Blanchard : Sally (2 épisodes)

## Fiche technique
- Doublage VF : Karina Films
- Directeur de plateau (chansons) : Claude Lombard
- Auteur/Adaptateur (chansons) : Claude Lombard
- Directeur de plateau (dialogues) : Hervé Rey (saison 1) et Claudio Ventura (saison 2)
- Auteur/Adaptateur (dialogues) : Marie-Isabelle et Gilles Coiffard

## Épisodes

### Première saison (2007)
1. Sally (Sally)
2. La Fin d'un rêve (Bret Gives up the Dream)
3. Le Gang (Mugged)
4. Yoko (Yoko)
5. Le Retour de Sally (Sally Returns)
6. David Bowie (Bowie)
7. Faites Péter Le Zozio (Drive By)
8. Harcèlement (Girlfriends)
9. En tournée (What Goes on Tour?)
10. Dur d'être star ! (New Fans)
11. Le Comédien du pressing (The Actor)
12. Faites péter le zozio (The Third Conchord)

### Seconde saison (2009)
1. Grandes espérances (A Good Opportunity)
2. Le Nouveau Mug (The New Cup)
3. Les Brets sauvages (The Tough Brets)
4. Le Graphique de l'amitié (Murray Takes It To The Next Level)
5. Amour interdit (Unnatural Love)
6. L'amour a ses raisons (Love Is a Weapon of Choice)
7. Le Premier Ministre (Prime Minister)
8. Nouvelle-Zélande Town (New Zealand Town)
9. Les Comparses (Wingmen)
10. Mis dehors (Evicted)